# Teodorico I (Visigoti)
Teodorico I (Teodorico anche in spagnolo e in portoghese, Teodoric in catalano, Theodoricus in latino, fu chiamato anche Teodorid e Teodoredo; ... – Campi Catalaunici, 451) fu re dei Visigoti dal 419 fino alla sua morte.

## Origine
Secondo il Diccionario biográfico español, Real Academia de la Historia, Teodorico era un nobile visigoto, della casa dei Balti, imparentato con Vallia; alcune fonti sostengono che fosse figlio del re dei visigoti Vallia, secondo altre fonti figlio illegittimo del re dei visigoti Alarico I; comunque nessuna fonte primaria consultata sostiene una di queste due tesi.

L'Europa nel 420. Il percorso dei Visigoti dall'Italia alla Gallia alla penisola Iberica. In marrone il regno di Tolosa dei Visigoti.

L'Europa nel 451, alla morte di Teodorico I. In marrone il regno di Tolosa dei Visigoti.

## Biografia
Il suo predecessore, Vallia, morì nel 418, poco prima della fine del 418, proprio all'inizio dell'insediamento del suo popolo in Gallia, e Teodorico, a seguito di libera elezione, gli succedette sul trono come Teodorico I, come confermano ii Fragmenta historicorum graecorum, Volume 4, Isidoro di Siviglia e Giordane.

Anche il vescovo Idazio conferma l'avvenimento, ma nel 419, e anche il professor Ernst Barker ritiene che Vallia nel 419 fosse ancora in vita.
Completò l'insediamento dei Visigoti in Aquitania, con tutte le difficoltà connesse alla spartizione della terra con la popolazione romana. Il re visigoto aveva potere solo sulla sua gente, senza alcuna autorità legale sulla popolazione romana; situazione molto incerta per chi ambiva ad una piena indipendenza politica.
Nel 422 Teodorico inviò un proprio contingente ad unirsi all'esercito romano, che marciava contro i vandali; ma nella battaglia decisiva i goti attaccarono i romani alle spalle, permettendo così ai vandali di riportare un schiacciante vittoria, come riporta il vescovo Idazio. Nonostante il tradimento i goti non vennero puniti.
In quegli anni i visigoti denunciarono il foedus espansero le loro conquiste e nel 425 arrivarono fin sotto le mura di Arles, dove sopraggiunse un esercito al comando di Ezio, che li costrinse a fuggire. Dopo altri combattimenti, nel 426, fu raggiunta la pace che costringeva i goti a rientrare nelle province loro assegnate, ma non più in rapporto di dipendenza come federati ma come autonomi.
Per un certo periodo regnò la pace, se si esclude: l'infruttuoso tentativo di occupare Arles, di sorpresa, nel 430, l'assedio di Narbona, dal 436 al 437, quando le truppe romane riuscirono a liberare la città, e i combattimenti del 439, quando i goti furono respinti sino a Tolosa, dove però ebbero la meglio sui romani, ma con grandi perdite su entrambi i fronti che portò al mantenimento dello "status quo", una nuova pace non dichiarata.
Nel 442 Teodorico allacciò stretti rapporti con Genserico, re dei vandali, in chiave antiromana, dando in moglie ad Unerico, figlio di Genserico una sua figlia; ma l'abilità diplomatica di Ezio fece fallire il piano (Genserico rispedì la nuora, con naso ed orecchie recise, da Teodorico, con l'accusa di volerlo avvelenare).
Successivamente stabilì un buon rapporto con gli Svevi e nel 449 si alleò con il nuovo re Rechiaro, dandogli in moglie una propria figlia e permettendogli di estendere i propri confini, a spese dei romani, nella Lusitania e nella Betica, depredando la Vasconia e aggredendo Saragozza e la regione circostante facendo numerosi prigionieri, e gli offrì anche l'aiuto militare per proseguire la conquista della Penisola Iberica.
Dopo la nomina a prefetto del pretorio gallico del senatore Avito permise di ristabilire l'alleanza tra il re gotico e il governo imperiale, rafforzata dal matrimonio di Ezio con una figlia di Teodorico. Anche in questo caso le truppe federate dei Goti avrebbero fatto una campagna in Spagna a favore degli interessi dell'Impero contro gli Svevi (446) e i ribelli Bagaudae dell'alta valle dell'Ebro e della Navarra.
Sotto la minaccia degli Unni di Attila tornò all'alleanza con i Romani; nel 451 Attila lasciò la Pannonia con un esercito valutato attorno ai 500000 uomini, nel giorno di Pasqua passò il Reno e invase la Belgica, proseguendo verso Orléans, dove Sangibano, re degli Alani, che governava la zona, avrebbe accolto Attila; ma Ezio con l'alleato Teodorico lo precedettero costringendo gli infidi Alani a schierarsi dalla loro parte. Gli Unni allora, di fronte alle mura ben difese, si ritirarono verso est. La battaglia decisiva avvenne in una piana tra Châlons-sur-Marne e Troyes, e denominata la Battaglia dei Campi Catalaunici, dove alla fine i Romani di Ezio, e i Goti, guidati da Teodorico, che perse la vita, e da suo figlio Torismondo, ebbero la meglio sugli Unni di Attila, obbligandoli ad abbandonare i territori dell'impero. Ezio, dopo avere rinvenuto il cadavere di Teodorico, convinse Torismondo, eletto re sul campo di battaglia, a rientrare a Tolosa per prevenire una eventuale ribellione dei propri fratelli.

L'avvenimento viene riportato da Idazio, Isidoro di Siviglia e Giordane.

Della morte di Teodorico vi sono due versioni: secondo la prima il re visigoto sarebbe caduto da cavallo e morto calpestato; la seconda versione coinvolge il patrono di Giordane, l'ostrogoto Guntige (di cui era segretario), il cui figlio Andagis avrebbe ucciso con la lancia Teodorico. In ogni caso la battaglia fu vinta grazie al fatto che l'esercito visigoto trovò un valido successore nel figlio di Teodorico, Torismondo, eletto re sul campo di battaglia.

## Matrimonio e discendenza
Teodorico sposò una figlia di Alarico I, Pedoca, da cui ebbe nove figli:
- Figlia di cui non si conosce il nome (?-dopo il 442) che, nel 442, sposò Unerico, il figlio di re dei Vandali, Genserico e che poco tempo dopo fu rinviata a Teodorico con naso e orecchie recise, accusata di volere avvelenare il suocero[26];
- Torismondo (circa 420-453), re dei Visigoti, come conferma il Chronicon Albeldense[27];
- Teodorico (circa 426-466), re dei Visigoti, come conferma il Chronicon Albeldense[28];
- Federico (circa 430-463), co-reggente dei Visigoti[29];
- Eurico (circa 440-484), re dei Visigoti, come conferma il Chronicon Albeldense[30];
- Ricimero, citato da Giordane[31];
- Imnerito, citato da Giordane[31];
- Una seconda figlia di cui non si conosce il nome (?-dopo il 448), che sposò il re dei Suebi, Rechiaro[15][16];
- Una terza figlia di cui non si conosce il nome, andata in sposa al generale romano, Flavio Ezio[2].

### Fonti primarie
- (LA)  IORDANIS DE ORIGINE ACTIBUSQUE GETARUM.
- (LA)  #ES Fragmenta historicorum graecorum, Volume 4.
- (LA)  #ES Idatii episcopi Chronicon.
- (LA)  Isidori Historia Gothorum, Wandalorum, Sueborum, De origine Gothorum.
- (LA)  Anastasii abbatis opera omnia.

### Letteratura storiografica
- Ludwig Schmidt e Christian Pfister, I regni germanici in Gallia, in Storia del mondo medievale, vol. I, Garzanti, 1999,  pp. 275-300.
- Ludwig Schmidt, I suebi, gli alani, e i vandali in Spagna. La dominazione vandalica in Africa 429-533, in Storia del mondo medievale, vol. I, Garzanti, 1999,  pp. 301-319.
- Ernst Barker, L'Italia e l'occidente dal 410 al 476, in Storia del mondo medievale, vol. I, Garzanti, 1999,  pp. 373-419.
- Rafael Altamira, La Spagna sotto i Visigoti, in Storia del mondo medievale, vol. I, 1999,  pp. 743-779.
- Edward Gibbon, Storia del declino e della caduta dell'Impero romano, traduzione di Giuseppe Frizzi, Torino, Einaudi, 1967, ISBN 978-88-06-0820-17. Edizione inglese:  History of the Decline and Fall of the Roman Empire, chapter 35, su etext.library.adelaide.edu.au. URL consultato il 10 febbraio 2007 (archiviato dall'url originale il 14 settembre 2004).